# スティーブン・ハッサン
スティーブン・アラン・ハッサン（Steven Alan Hassan、1954年-)
は、アメリカの心理学者、マインドコントロールの専門家。現在の世界平和統一家庭連合による被害体験を経て1976年よりカルト対策に取り組み、悪質な新興宗教などの多くの被害者の救済に当たってきた。スティーヴンとも。

## 人物
ハッサンは1953年ごろにユダヤ系の家庭に生まれた。 ニューヨーク州クイーンズ出身、2020年末時点ではマサチューセッツ州ニュートン在住。
ハッサンは、クイーンズ・カレッジで学位取得を目指していた19歳の時に、統一教会に騙されて勧誘され、27ヶ月間会員として過ごした。ハッサンは統一教会の勧誘、資金調達、政治運動に関与していた。彼はまた、教会の全国本部で副部長の地位まで上り詰め、文鮮明ともたびたび面会した
。
統一教会で過ごした期間、ハッサンは教団関連施設に住み、睡眠時間は4時間以下しかなかったと証言している。当時はニューヨークの街頭で生花売りの経済活動を行っていた。ハッサンは当時、リチャード・ニクソンは大天使だと信じており、ウォーターゲート事件では、他の統一教会のメンバーとともに「大統領への忠誠を証明する」ために祈りと断食に参加したと証言した。 ハッサンは銀行口座を統一教会に明け渡し、大学や仕事をやめて教会のために働いていたとも証言している。また、ハッサンは「自分は文鮮明のために死も殺人も厭わなかった」と証言した。
1976年、ハッサンは2日間寝ずに働き、募金活動のためにバンを運転中、疲労が蓄積して居眠りをし、自動車事故を起こし、入院を余儀なくされた。両親はハッサンのためにカウンセラーを雇い、ディプログラミングによって組織から離れるように説得された。その後、ハッサンは最初の妻と結婚したが1989年に離婚し、彼女は1991年に死亡した 。統一教会を離れた後、ユダヤ教に戻った。マサチューセッツ州ブルックラインのシナゴーグで活動している。二度目の結婚をして、息子を設けた。

## カルトの専門家として
ハッサンは1985年にケンブリッジ大学を卒業し、カウンセリング心理学の修士号を取得している。ハッサンは催眠術を学び、アメリカ臨床催眠学会と国際催眠学会のメンバーである。ハッサンはハーバード大学の法医学専門家のシンクタンクである「精神医学と法律のプログラム」のメンバーである。2017年にはハーバード大学医学部の精神科研修プログラムの精神科症例検討会で講師を務め、ハーバード大学医学大学院の研修病院であるブリガム・アンド・ウィメンズ病院で4年生の精神医学の講師を17年間担当した。ハッサンは1988年に最初の著書『マインドコントロールの恐怖』を書き、統一教会員による強力な心理的影響力の技法の非倫理的使用の結果として、自身に対しての勧誘を記述した。

## 肩書
- 精神的自由資料館[17]設立者で館長[18]
- アメリカ合衆国認定相談員[19]
- マサチューセッツ州認定精神保健相談員[20]
- カウンセリング心理学修士

## 著書
- 『マインド・コントロールの恐怖』(1993年、ISBN 9784765230711)
- 『マインド・コントロールからの救出』(2007年、ISBN 9784764266681)

## 参考
1. 1 2  “【独自解説】元2世信者「教団解散」の訴えに、アメリカの“統一教会”元幹部が勇気を賞賛　「世界の人々は霊感商法を知らない。もっと声を上げてもらいたい」”. 読売テレビ. 2022年11月27日閲覧。
2. ↑  “Data Mind Games”. New York Magazine (New York Media Holdings):  p. 52. (1996年7月29日)
3. ↑  Allen, Rachel (2021年6月1日). “The Man Who Wants to Free Trump Supporters From "Mind Control"”.   Slate. 2022年11月27日閲覧。
4. 1 2  “The Truth About Steven Hassan”. Freedom Of Mind. 2022年11月27日閲覧。
5. 1 2  “Author and cult expert talks Fiji, diving, and future grand plans”. The Boston Globe (2020年12月17日). 2022年11月27日閲覧。
6. 1 2  Allen, Rachel (2021年6月1日). “The Man Who Wants to Free Trump Supporters From "Mind Control"”. Slate 2021年8月23日閲覧。
7. 1 2 3  “Steven Hassan, M.Ed., LMHC, NCC, Cult Expert”.   Apologetics Index (2019年3月8日). 2021年8月12日閲覧。
8. 1 2  “The International Society of Hypnosis”. World News. 2016年2月5日閲覧。
9. 1 2  “Steven Hassan, PhD” (英語). Freedom of Mind Resource Center. 2022年11月27日閲覧。
10. 1 2 3 4 5  Elton, Catherine (2007年9月1日). “The Other Side of Enlightenment”. Boston Magazine 2021年8月23日閲覧。
11. 1 2 3  “Steven Hassan”. 2021年8月12日閲覧。
12. ↑  “Member Referral Search”. asch.net. 2016年2月5日閲覧。
13. 1 2  “Is Technology Controlling Your Mind?”. TEDxBeaconStreet. 2022年11月27日閲覧。
14. ↑  “About The Author”.   Simon and Schuster. 2021年8月12日閲覧。
15. ↑  Steven Hassan (2019年10月13日). “Take It From a Former Moonie: Trump Is a Cult Leader”. The Daily Beast 2021年8月23日閲覧。
16. ↑  Hassan, Steven (1998). Combatting Cult Mind Control. p. Ch. 1. ISBN 0-89281-243-5
17. ↑  Freedom of Mind Resource Center
18. ↑  Founder, President and Director
19. ↑  National Certified Counselor
20. ↑  Licensed Mental Health Counselor